# Нижние Виданы
Ни́жние Ви́даны (карел. Ala-Viidan) — деревня в составе Чалнинского сельского поселения в Пряжинском национальном муниципальном районе Республики Карелия.

## Общие сведения
Расположена на берегу реки Шуя.

## Население
| 2002 | 2010 | 2013 |
| ---- | ---- | ---- |
| 47   | ↘31  | ↗38  |

## Улицы
- ул. Гористая
- ул. Красноармейская
- ул. Набережная
- ул. Новая
- ул. Совхозная